# ملح صخري

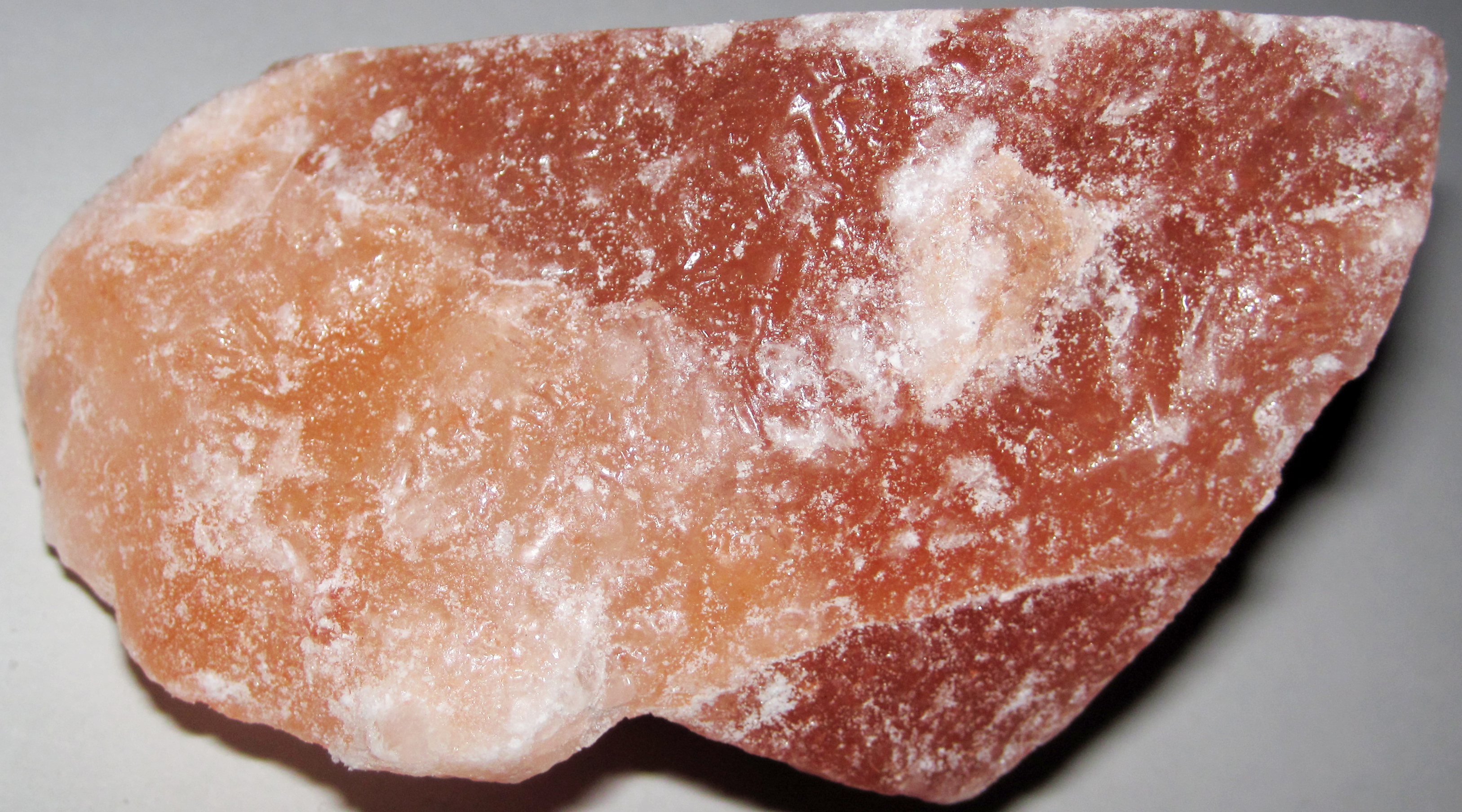

يفهم من كلمة الملح الصخري إنه مزيج من كلوريدات الصوديوم (الملح المنزلي)، مصحوبًا بكلوريدات البوتاسيوم وكلوريدات المغنيسيوم، والتي توجد في رواسب على سطح الأرض. إنها تنتمي إلى الصخور الرسوبية الكيميائية، التي تتبخر، بسبب تكوينها بالتفاعلات الكيميائية.
يطبق المصطلح على الملح الناتج عن الترسب الكيميائي عن طريق تبخر الماء للأحواض البحرية القديمة في البيئات الرسوبية.

## إنجاز
يتكون ملح الصخور من ترسب أملاح كلوريدات الصوديوم (NaCl)، مع معدن الهاليت. نتيجة تبخر المياه البحرية المجمعة في المناطق الضحلة.
ويتم استخراجه بطريقتين أو منجم مفتوح على سطح الأرض أو بالانفاق ويستخرج ويعالج.
الملح البحري الناتج عن التبخر المباشر لمياه البحر يستخدم على نطاق واسع في البلدان الحارة مثل البرازيل، حيث التبخر شديد. في البلدان الأكثر برودة يكون استخدام الملح الصخري أكثر.
من القدم يستخدم الملح، واليوم يستخدم على نطاق واسع في تصنيع المواد الكيميائية والصناعية الأخرى، عدا ما يستهلكه البشر يوميًا في الطعام أو الدباغة أو لعلف الماشية، تستخدمه الحكومات لسد نقص اليود في المناطق البعيدة عن البحر. هذه من بين كثير من الاستعمالات. </br> يتم استخدامه في الصناعة كمواد خام للكلور وحمض الهيدروكلوريك والصودا الكاوية وصودا الخبز والصناعات الزجاجية والورقية والسليلوزية ومنتجات النظافة (الصابون والمنظفات ومعجون الأسنان) والمستحضرات الصيدلانية والدهانات والمبيدات الحشرية، الغراء، الأسمدة، محسّنات التربة، مستحضرات التجميل، البورسلين، المطاط الصناعي، معالجة الزيوت النباتية، المنسوجات، الحربية وغيرها من الصناعات. كما أنها تستخدم في معالجة المياه وتنقية الغاز.
يستخدم مزيج من الأملاح بشكل واسع لمكافحة الجليد والثلوج على الطرق الطرق في البلاد الباردة.

## آخرى
لا يتفاعل ملح الصخور مع الأحماض والجرح أو، وليس له انفصام بلوري وله بريق غير معدني، 

## مواضيع ذات علاقة
- هاليت